# Madame de la Tour

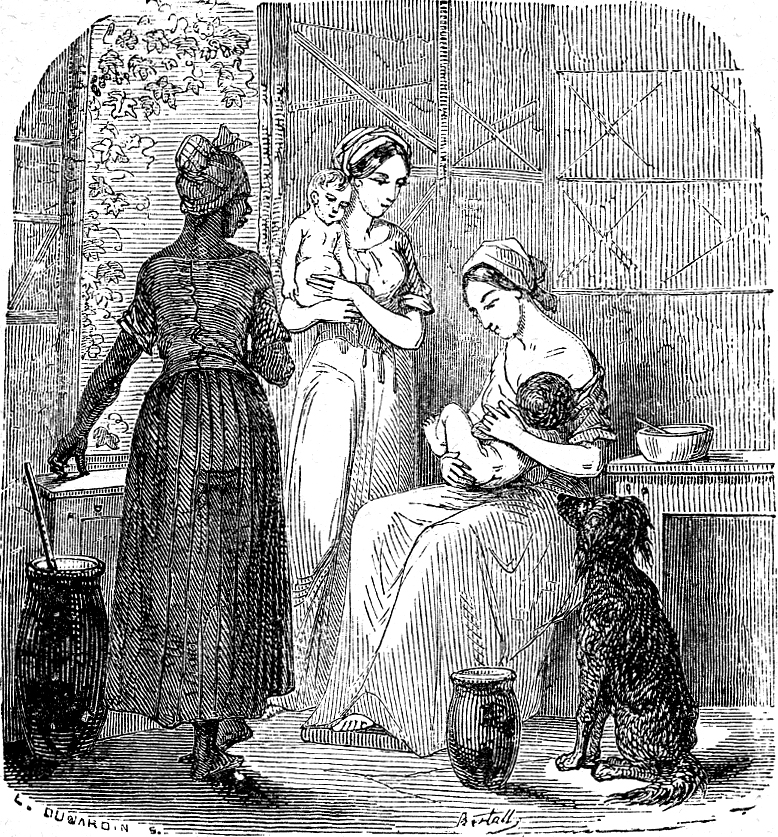
Madame de la Tour et Marguerite avec leurs enfants dans une illustration du roman d'après les dessins de Bertall et Demarle.

Madame de la Tour est un personnage fictif de Paul et Virginie, roman de l'homme de lettres français Jacques-Henri Bernardin de Saint-Pierre paru en 1788.
Habitante de l'Île de France, elle est la mère de Virginie, héroïne et protagoniste de l'histoire aux côtés de Paul. Le narrateur dit d'elle qu'elle avait « une grandeur d'âme incroyable ». Elle a été incarnée, entre autres, par Michèle Grellier dans le feuilleton télévisé Paul et Virginie et par B. Willar dans la comédie musicale Paul et Virginie.